# Křížová cesta (Martínkovice)
Křížová cesta v Martínkovicích na Náchodsku se nachází ve východní části obce u hřbitovní zdi.

## Historie
Křížová cesta u hřbitova je tvořena zděnými výklenkovými kaplemi z pískovce. Vede kolem hřbitovní zdi u kostela svatého Jiří a svatého Martina, po jeho vnější straně, začíná a končí u hřbitovní brány. Zastavení pocházejí z první poloviny 19. století. Na každém z nich je deska s nápisem, která je ozdobena střapci ze zlata a nad kterou je Boží oko. Malby na zastaveních jsou malovány na plechu a dochovaly se pouze dvě. V lepším stavu se nachází malba zobrazující Krista na Mariině klíně, druhou zachovalou malbou je výjev kladení Kristova těla do hrobu.
Druhá Křížová cesta v Martínkovicích je v západní části obce u kaple Svaté Anny v lese.

## Galerie

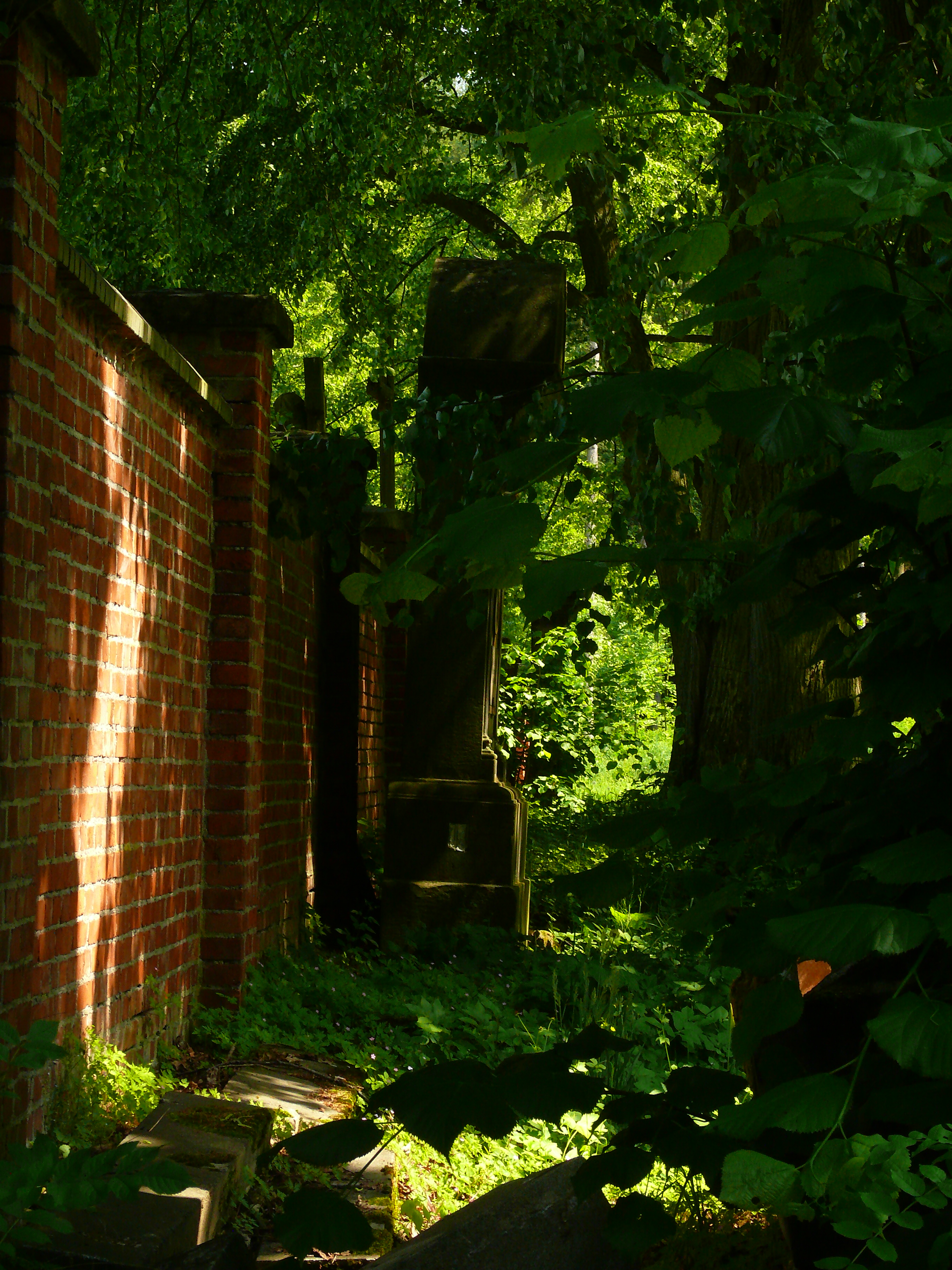
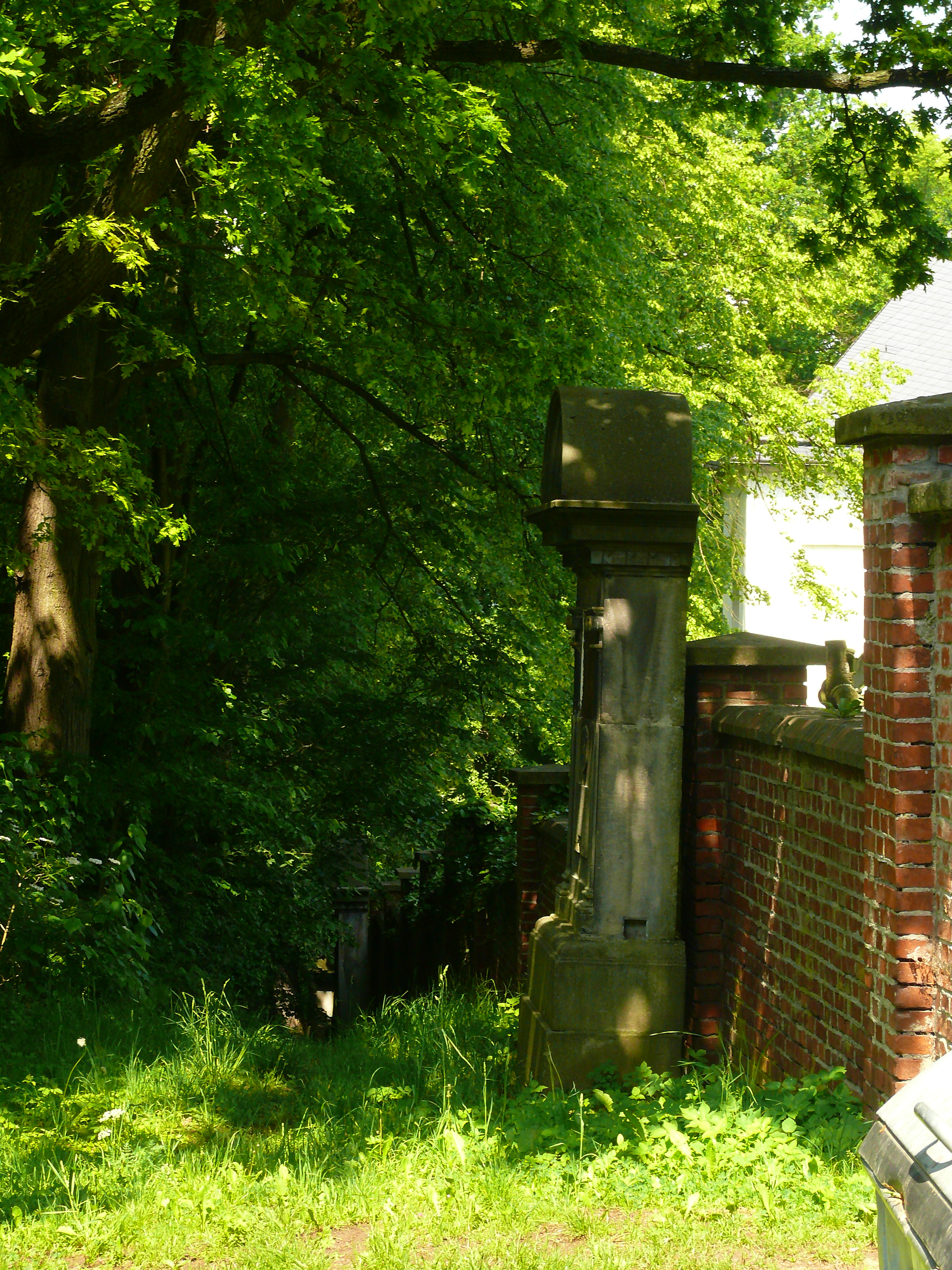
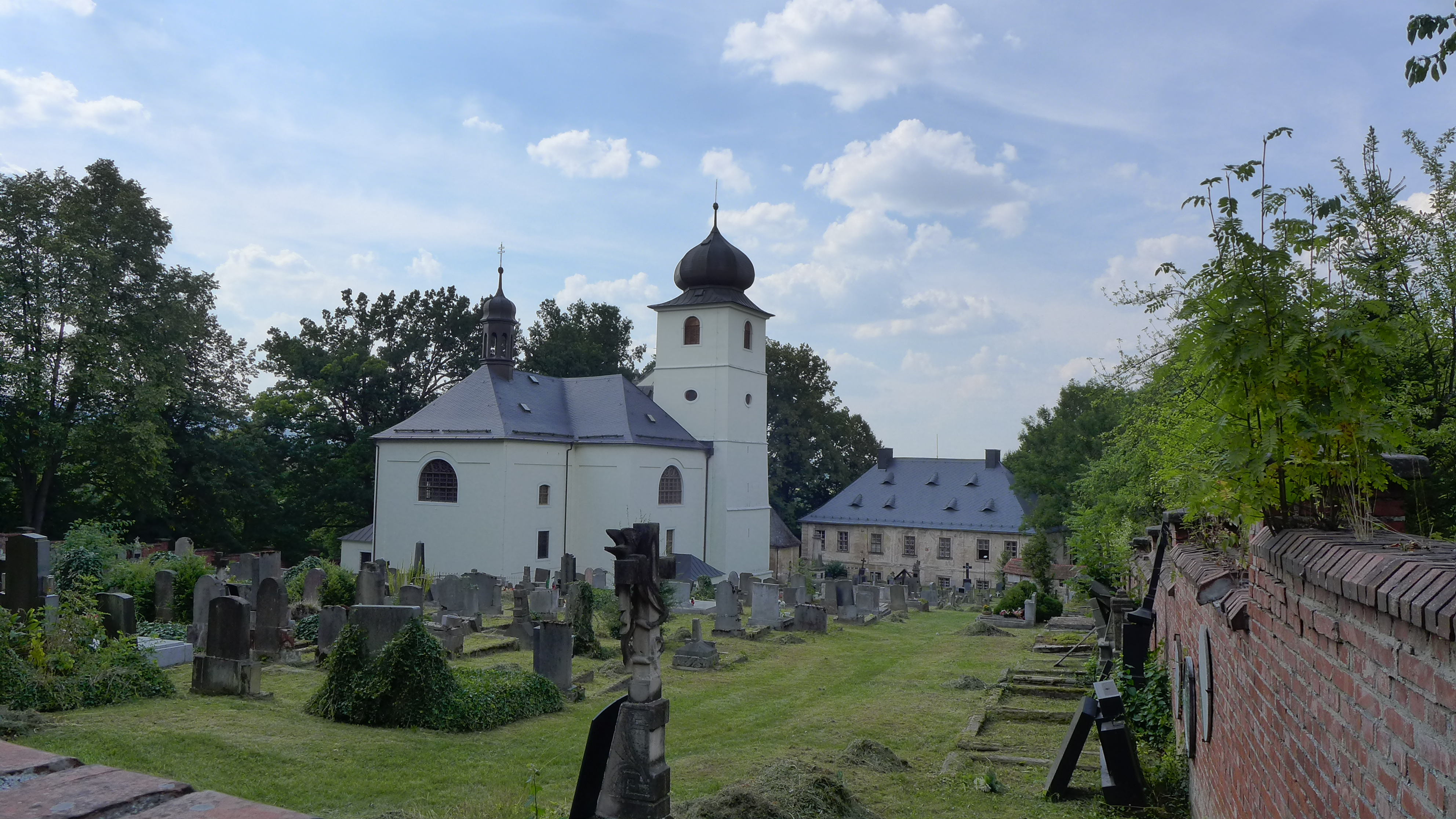